# Klein Voigtshagen
Klein Voigtshagen ist ein Ortsteil der Stadt Dassow im Landkreis Nordwestmecklenburg in Mecklenburg-Vorpommern. Die Eingemeindung erfolgte am 1. Juli 1961.

## Geografie und Verkehrsanbindung
Klein Voigtshagen liegt nordöstlich der Kernstadt Dassow an der Kreisstraße K 13. Westlich des Ortes verläuft die Landesstraße L 01. Nördlich und östlich erstreckt sich das 2600 ha große Landschaftsschutzgebiet Lenorenwald.

## Sehenswürdigkeiten
In der Liste der Baudenkmale in Dassow ist für Klein Voigtshagen ein Baudenkmal aufgeführt:
- das Gutshaus (Rankendorfer Straße 28)